# Der Samariter – Tödliches Finale
Der Samariter – Tödliches Finale (Originaltitel: The Samaritan) ist ein kanadischer Thriller von 2012.

## Handlung
Nach 25 Jahren wird Foley aus dem Gefängnis entlassen. Er musste unter Druck damals seinen eigenen Partner erschießen, da sein Trickbetrug innerhalb der kriminellen Szene missglückt war. Kurz nach der Entlassung wird er von Ethan, dem Sohn seines damaligen Partners, angesprochen, er solle ihm als Partner eines millionenschweren Trickbetrugs helfen. Foley jedoch lehnt ab und versucht, ein normales Leben zu beginnen. Foley lernt die drogenabhängige Iris kennen. Er kann sie vor einer Vergewaltigung retten und kommt ihr so näher.
Ethan zwingt Foley nun bei seinem Deal mitzumachen und droht mit Gewalttaten gegen seine neue Freundin. Er teilt ihm mit, dass es sich hierbei um seine Tochter handelt. Foley kann die Vergewaltigung verhindern und muss nun dem Plan zustimmen. Da wegen eines Selbstmordes der weibliche Lockvogel ausfällt, will die wesentlich jüngere Iris als „Tochter“ mitspielen. In einem Rohbau findet der Deal statt und 8 Millionen Dollar werden in bar präsentiert. Jenes Geld soll der Geldwäsche unterzogen werden und Foley spielt die Rolle eines reichen Projektentwicklers. Da aber Iris die Täuschung auffliegen lässt, kommt es zu einer Schießerei zwischen den Beteiligten. Der schwer angeschlagene Foley stellt sich danach als Blutspender für seine Tochter zur Verfügung und stirbt daran. Als einzige Überlebende des Deals reist Iris nun nach Brasilien, es war ihr größter Traum.

## Kritik
„Grimmiger kleiner B-Thriller, top gespielt“